# 自治傳教區
自治傳教區（拉丁語：Missio sui iuris）是天主教會聖統制中一種獨自運作的地方教會的稱呼。顧名思義一個自治傳教區就是在新地區傳播天主教時由於信徒人數太少或規模不足的地區所建立的一個自主性類教區管理體系。在現今已經是較為稀少的教會聖統制單位了。只有八個還在運作的自治傳教區。
自治傳教區會由一位傳教區神長（Ecclesiastical Superior）管理，該職務可以由一位神父或者主教品的神職人員管理，不過如果是由一位主教擔任神長職務，他可能會由一位鄰近教區的主教來兼任。

## 列表
現在還在運作的自治傳教區如下：
中亞：
- 天主教阿富汗自治傳教區
- 天主教塔吉克自治傳教區
- 天主教土庫曼斯坦自治傳教區

大西洋：
- 天主教聖赫勒拿、阿森松暨特里斯坦-達庫尼亞自治傳教區

加勒比海：
- 天主教開曼群島自治傳教區
- 天主教特克斯和凱科斯自治傳教區

大洋洲：
- 天主教托克勞自治傳教區
- 天主教富納富提自治傳教區